# Kabalan
Kabalan is een bestuurslaag in het regentschap Bojonegoro van de provincie Oost-Java, Indonesië. Kabalan telt 1899 inwoners (volkstelling 2010).